# 軍政 (政體)
軍政（英語：stratocracy），又稱軍人專政、軍閥政治，一種由軍人擔任國家元首，由軍隊進行直接控制的政體形式，在此政體下由軍人組成的政府稱為軍事政府。絕大部份軍政是經過政變或軍事占領而建立起來的，其最主要的特點，就是實施軍事法律，或宣布永久性緊急狀態。
在一般情況下，軍政的大部份人員均來自軍隊之內的軍人。有些軍政會吸納一些文職官員，但軍事統帥仍然掌握著最高權力。軍政會標榜自己無黨派，並指責文職政治家腐敗。然而，軍政統治普遍都是專制獨裁，不會容忍民間任何異見，並會以其武力去監控、拘捕、軟禁、酷刑、死刑、屠殺等暴力手段去徹底鎮壓。
軍事獨裁與軍政，在概念上很類似。差別在於，軍事獨裁政府的权力不一定是强行取得的，有时甚至得到了法律的授权。而在军政国家中，政权机关和军事机关通常是同一个实体。
軍政的例子包括缅甸的国家和平与发展委员会，宪法和立法机构完全废止，幾乎所有的政府機關，都由軍隊直接控制，这种做法不同于其他大部分军事独裁政权。

## 歷史
在歷史上，軍政（英語：Stratocracy）這個詞，原義為軍隊（stratos）的統治（κράτος，kratos）。是古希臘人對於羅馬共和晚期至羅馬帝國初期間羅馬政府統治方式的描述。三巨頭前後時期实行的政体屬於軍政。